# Грейнджер (Індіана)
Грейнджер (англ. Granger) — переписна місцевість (CDP) в США, в окрузі Сент-Джозеф штату Індіана. Населення — 30 337 осіб (2020).

## Географія
Грейнджер розташований за координатами 41°44′10″ пн. ш. 86°8′9″ зх. д. / 41.73611° пн. ш. 86.13583° зх. д. (41.736034, -86.135830).  За даними Бюро перепису населення США в 2010 році переписна місцевість мала площу 66,22 км², з яких 66,22 км² — суходіл та 0,00 км² — водойми.

## Демографія
Згідно з переписом 2010 року, у переписній місцевості мешкало 30 465 осіб у 10 394 домогосподарствах у складі 8855 родин. Густота населення становила 460 осіб/км².  Було 10757 помешкань (162/км²).
Расовий склад населення:
| - 90,3 % — білих - 4,6 % — азіатів - 2,5 % — чорних або афроамериканців - 0,1 % — вихідців з тихоокеанських островів - 0,1 % — корінних американців |

До двох чи більше рас належало 1,6 %. Частка іспаномовних становила 2,4 % від усіх жителів.
За віковим діапазоном населення розподілялося таким чином: 29,6 % — особи молодші 18 років, 59,5 % — особи у віці 18—64 років, 10,9 % — особи у віці 65 років та старші. Медіана віку мешканця становила 40,8 року. На 100 осіб жіночої статі у переписній місцевості припадало 98,2 чоловіків;  на 100 жінок у віці від 18 років та старших — 96,5 чоловіків також старших 18 років.
Середній дохід на одне домашнє господарство  становив 119 358 доларів США (медіана — 92 537), а середній дохід на одну сім'ю — 129 958 доларів (медіана — 101 451). Медіана доходів становила 76 509 доларів для чоловіків та 43 089 доларів для жінок. За межею бідності перебувало 4,3 % осіб, у тому числі 5,0 % дітей у віці до 18 років та 2,1 % осіб у віці 65 років та старших.
Цивільне працевлаштоване населення становило 14 886 осіб. Основні галузі зайнятості: освіта, охорона здоров'я та соціальна допомога — 32,0 %, виробництво — 15,7 %, роздрібна торгівля — 9,9 %, науковці, спеціалісти, менеджери — 9,1 %.